# Symplocos yangchunensis
Symplocos yangchunensis là một loài thực vật có hoa trong họ Dung. Loài này được H.G. Ye & F.W. Xing mô tả khoa học đầu tiên năm 2003.